# IntelliCAD
IntelliCAD（インテリキャド）は、IntelliCAD Technology Consortium（ITC）が開発する汎用CADソフトウェア。

## 概要
- IntelliCADはAutoCADとの互換性が高く、ファイルの読み書きのみならず、インターフェイスやスクリプトなどの言語との親和性が高い。
- IntelliCADはAutoCADと同様に、AutoLISP、ADS、DCLなどのプログラミング言語を扱える。
- IntelliCADはOpen Design Alliance（英語版、フランス語版、ロシア語版、ウクライナ語版）が提供するDWGdirectライブラリでDWGファイルフォーマットの読み書きを、Spatial Technology社が提供するACISで3Dモデリングカーネルを実現している。

## IntelliCADの歴史
- IntelliCADの歴史は1990年まで遡る。黎明期から紆余曲折を経て、1998年2月にVisio社（英語版、インドネシア語版）が"IntelliCAD98"として市場に投入。
- Visio社は、対Autodesk戦略としてCADのオープン化を推進。AutoCADのDWGファイルへ直接アクセスできるツールキットを開発していたMarComp社を買収し、非営利団体のODA(OpenDWG Alliance)を設立。
- 買収したMarComp社の資産をODAに無償で提供し、世界中のCAD/CAM関連企業に参加を呼びかける。
- Visio社は、IntelliCADをオープンソースにするため、1999年6月にその運営団体として非営利組織のIntelliCAD Technology Consortium（ITC)を設立。この団体にIntelliCADの資産を無償で提供する。
- Visio社がマイクロソフトに吸収合併される。
- ITCがソースコードを管理。その後、2000年にV2にあたる"IntelliCAD2000"をリリース。ITCのコマーシャルメンバーとなった企業がIntelliCADの販売を行う。
- ITCは、2001年～2009年までにIntelliCAD V3～V6までのバージョンをリリースし、2011年には1から書きなおされた IntelliCAD 7 をリリースしている。
- ODA は、2002年にAutoCAD2004フォーマットに対応した新ツールキットのDWGDirectを発表。2003年にOpenDWG Allianceは、Open Design Allianceに組織名を変更する。現在、世界570社以上のCAD/CAM関連の企業がOpen Design Allianceの会員になっている。

## IntelliCADの機能
- IntelliCADはDWG・DXFファイルの互換性だけでなく、オートデスク社のAutoCADのコマンドと同様の設定になっている。そのため、AutoCADユーザーが違和感なくIntelliCADを操作できるようになる。
- IntelliCADにはAutoLISP、COM 、Visual Basicの各APIが提供されている。AutoCADのADSに該当するC言語プログラミングAPIはSDSと呼ばれ、ソースファイルレベルでの互換性が高い。
- IntelliCAD 7 からは AutoCAD の ObjectARX に該当する API（IRX）が提供されている。
- AutoCADで使用する以下のリソースもそのまま利用でできる。
  - コマンドライン
  - メニューファイル（MNUファイル）
  - スクリプト（SCRファイル）
  - ハッチングパターン
  - フォントファイル
  - 線種ファイル
  - フォントファイル
  - 印刷スタイル

## IntelliCAD Technology Consortium
- ITCは非営利団体の協同組合で、本拠地はオレゴン州ポートランドにある。
- ITCは直接IntelliCADを販売せず、ITCの「コマーシャルメンバー」になった企業が年会費を支払うことを条件に、OEM製品として販売している。[3]。